# 楚雄機場
楚雄機場（Tsuyung Airfield），抗日戰爭時的軍用機場，駝峰航線的重要點，飛虎隊美國第十四航空隊其中一個基地。

## 歷史
舊楚雄機場，在楚雄县县城北门外的公路之西，1928年2月15日开工，3月8日竣工，机场凹凸不平，於1938年3月，向东扩长到750米。因應駝峰航線吃緊，1938年10月，在楚雄「孙家河东菜园」（已拆毀，今楚雄州郵電局大樓，鹿城北路和鹿城東路的十字路口）蓋新的楚雄机场，楚雄、双柏、牟定、镇南（今南华縣）民工总计出工104495人次，于1939年6月建成。期间，楚雄州境内先后扩修和新修了楚雄坝子、永仁杀牛坪、武定五凤山、元谋大塘子、禄丰官场等5个军用机场，後來多数机场未被使用，荒廢。1941年飞虎队美國第十四航空隊进驻楚雄机场，於黄牛坝建美军招待所。楚雄在抗战时期，除地方军队，还有美国空军招待所、空军军官学校初级班航校（1940年進駐）等，兵员数万人。